# 韓國鐵路運輸
韓國鐵道運輸包括韓國諸多鐵路及軌道運輸系統。
目前，韩国除部分民間資本鉄道（首爾地鐵9號線、新盆唐线、釜山—金海轻电铁等）和専用鉄道外，没有私营铁路。
1. 韩国政府拥有（由國家鐵道公團管理）的一般鉄道路線・广域電鉄，主要由韓國鐵道公社运营。
2. 它们可分为两类：由地方政府拥有并由每个城市的自治体运营的都市铁道路线（地铁、自动导轨交通、单轨铁路等）。

主干线均采用标准轨建设，二战和朝鲜战争后修建的地铁也均采用标准轨，除部分都市鉄道外，所有线路均采用标准轨距建设。
截至2020年，没有任何商用列车在前车厢配备非紧急通道门。

## 沿革

### 战前
韩国第一条铁路于1899年9月开通，连接首尔南部汉江西岸的鷲梁津和仁川。这条铁路是现今京仁线和京釜线的一部分，由美国商人莫尔斯主持修建。然而，铁路铺设权被转让给日本企业家涩泽荣一等人，并由京仁铁道股份公司完成建设。次年，即1900年，第一座横跨汉江的大桥竣工，铁路线经南大门站（现首尔站）延伸至京城站（后来的西大门站，现已不存）。

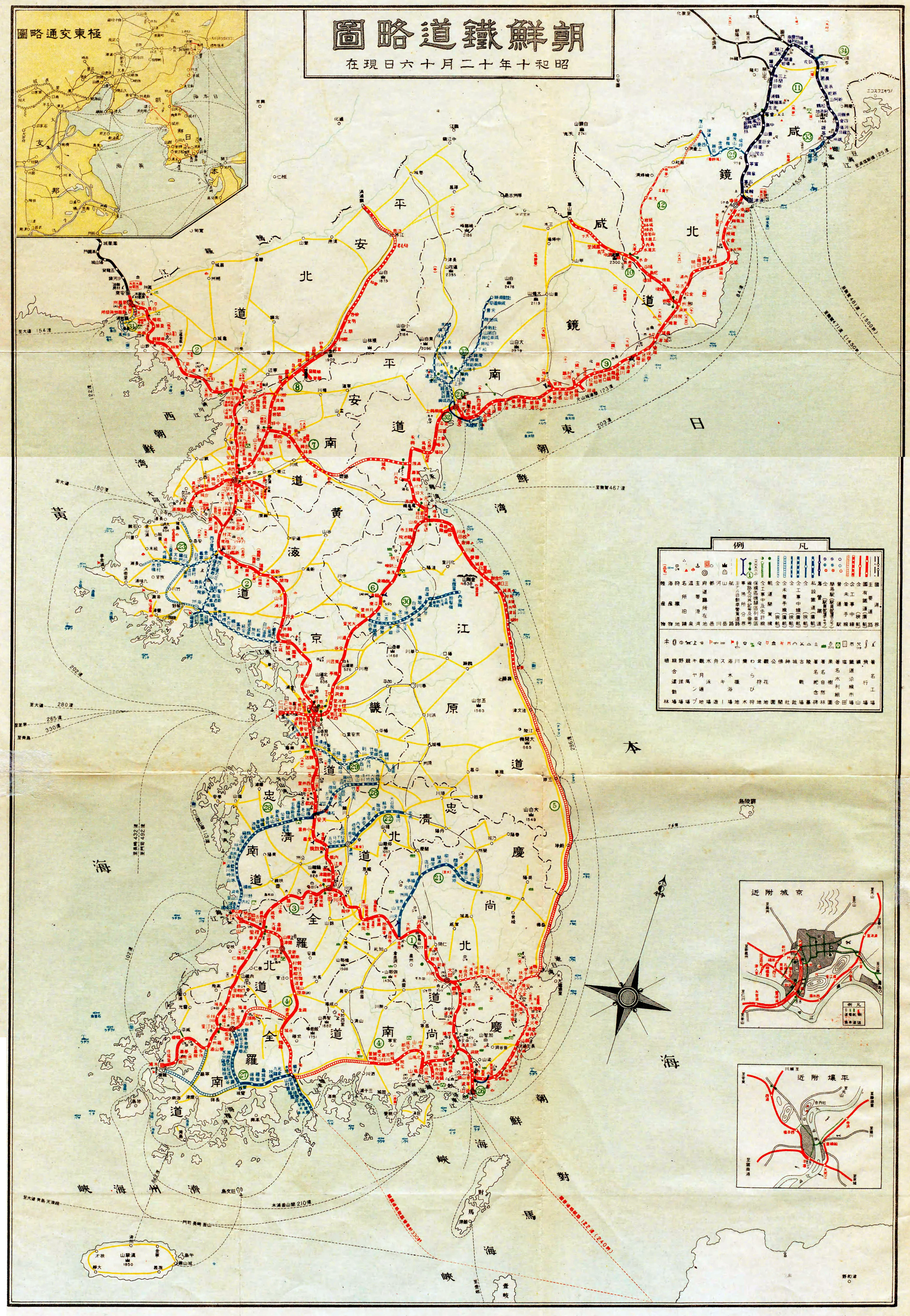
朝鮮鉄道略图（1936年）

昔日的国铁，如京釜线（1905年开通）、京义线（1906年开通）等，多条线路都是日治时期利用日本技术和资金修建的。日韩合并（1910年）后，这些线路成为总督府铁道，由总督府铁道局经营。

### 战後
太平洋战争中，日本帝国接受波茨坦公告投降后，朝鲜半岛以三八线为界，北边被苏联占领，南边被美国占领。结果，京义线和京元线被分割，土海線只在三八线以南运行，瓮津线双向中断。这种分割最终以1948年朝鲜民主主义人民共和国（北朝鲜）和大韩民国（南朝鲜）的成立，以及1950年至1953年朝鲜战争期间军事分界线对峙而告终。虽然铁路在朝鲜战争中遭到严重破坏，但南朝鲜方面于1955年开始在釜山站和首尔站之间运行“统一号”特快列车，1960年又开始运行“无穷花号”特快列车。
1965年，韩日邦交根据《日韩基本条约》实现正常化，1969年，使用从日本进口的客车的特快列车“新村号”开始运行，并于1974年更名（1980年至1984年未使用昵称）。1984年，将之前的“新村号”、“特快”、“急行”和“普通”列车统一为“新村号”（相当于特快列车）。）・「木槿花号」（急行相当）・「统一号」（急行/普通相当）・「鸽号」（普通相当）如下。
此外，在朝鲜平壤地铁开通一年后的1974年，在日本政府开发援助的支持下，首尔地铁开通，此后韩国各地开始兴建地铁。
2000年，各站停車鸽号停运。2004年，几经周折，KTX高速列车开始运营，但与此同时，统一号也停运，取而代之的是无穷花号和通勤列车。2005年，国家铁路的运营权从韩国铁道厅移交给韩国铁道公社，设施的所有权和管理权也转移到韩国铁道公团。
2007年3月23日，韩国第一条民营铁路——仁川国际机场铁路在金浦机场站至仁川国际机场1号航站楼站之间临时开通。
2014年，由民间资本组成的SR股份有限公司成立，打破了韩国铁道公社的垄断局面。2016年12月9日，SRT高速列车正式投入运营，标志着韩国高铁市场两大公司之间的竞争正式拉开帷幕。

## 乘客量
韓國的鐵路乘客量自1990年代開始一直下降。然而雖然興建了許多道路，鐵路仍然是韓國人在國內長距離移動的主要方式。

## 鐵路線

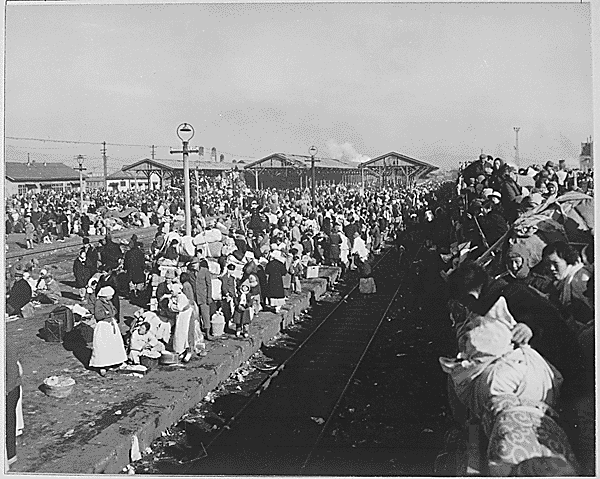
1951年期間韓國仁川地區的鐵路，與候車南下的朝鲜战争難民

最主要的鐵路線是京釜線，連接首都和最大城市首爾以及第二大城市和最大港口釜山，第二是湖南線，在大田分支並在光州和木浦結束。
以下是韓國主要的鐵路線：
| 中文線名         | 韓文線名 | 主要車站、服務地區                   | 營運者       |
| ---------------- | -------- | ------------------------------------ | ------------ |
| 伽倻線           |          | 伽倻                                 | 韓國鐵道公社 |
| 北全州線         |          | 全州                                 | 韓國鐵道公社 |
| 麗川線           |          | 麗川                                 | 韓國鐵道公社 |
| 京釜線           |          | 首爾、大田、東大邱、釜山             | 韓國鐵道公社 |
| 京釜高速線       |          | 首爾、大田、東大邱、釜山             | 韓國鐵道公社 |
| 京義線           |          | 首爾、坡州                           | 韓國鐵道公社 |
| 首爾郊外線       |          | 高陽、楊州、議政府                   | 韓國鐵道公社 |
| 京仁線           |          | 九老、富平、仁川                     | 韓國鐵道公社 |
| 京元線           |          | 龍山、清涼里、議政府、逍遙山、新炭里 | 韓國鐵道公社 |
| 京春線           |          | 清涼里、春川                         | 韓國鐵道公社 |
| 長項線           |          | 天安、長項、益山                     | 韓國鐵道公社 |
| 忠北線           |          | 鳥致院、清州、忠州、鳳陽             | 韓國鐵道公社 |
| 湖南線           |          | 西大田、益山、光州松汀、羅州、木浦   | 韓國鐵道公社 |
| 湖南高速線       |          | 五松、益山、光州松汀、木浦           | 韓國鐵道公社 |
| 全羅線           |          | 益山、全州、順天、麗水世博           | 韓國鐵道公社 |
| 中央線           |          | 清涼里、原州、堤川、榮州、安東、慶州 | 韓國鐵道公社 |
| 慶北線           |          | 金泉、榮州                           | 韓國鐵道公社 |
| 嶺東線           |          | 榮州、東海、江陵                     | 韓國鐵道公社 |
| 太白線           |          | 堤川、太白                           | 韓國鐵道公社 |
| 東海線           | 동해선   | 釜田、蔚山、慶州、浦項、豬津         | 韓國鐵道公社 |
| 慶全線           |          | 三浪津、馬山、晉州、順天、光州松汀   | 韓國鐵道公社 |
| 鎮海線           |          | 鎮海                                 | 韓國鐵道公社 |
| 旌善線           |          | 旌善                                 | 韓國鐵道公社 |
| 聞慶線           |          | 聞慶                                 | 韓國鐵道公社 |
| 加恩線           |          | 加恩                                 | 韓國鐵道公社 |
| 光州線           |          | 光州松汀、光州                       | 韓國鐵道公社 |
| 和順線           |          | 壯東                                 | 韓國鐵道公社 |
| 群山貨物線       |          | 群山貨物站                           | 韓國鐵道公社 |
| 沃構線           |          | 沃構                                 | 韓國鐵道公社 |
| 三陟線           |          | 三陟                                 | 韓國鐵道公社 |
| 仁川國際機場鐵道 |          | 仁川國際機場、金浦機場、首爾         | 機場鐵道     |

濟州島沒有任何鐵路。

### 軌道交通
韓國6個主要城市首爾、釜山、大邱、光州、大田和仁川全部擁有地鐵系統。
韓國首都圈電鐵是全國第一個系統，首爾地鐵1號線在1974年開通。
韓國最快的城市軌道交通為GTX。

### 高速鐵路

韓國高鐵路線圖

韩国高铁路线图

以KTX運行的高速鐵路來往首爾、釜山和木浦。該鐵路使用法國TGV技術，2004年4月1日開始運行，使用完工的高速路線和部份改建的傳統鐵路線營運，而全線高速化則在2010年11月1日完成。截至2010年，高速專線的最高運行速度是305公里/小時。

## 國際鐵路

### 朝鮮
軌距相同但幾乎不營運。在第二次世界大戰後直至朝鮮分治，京義線和京元線一直營運至現時北韓所在地。京義線連接首爾、開城、平壤和中朝邊境的新義州，而京元線則服務東岸的元山。另一路線金剛山線連接鐵原郡，現時分屬南北韓，由京元線前往現時屬於北韓的金剛山。
京義線是其中一條南北重新連接的鐵路，另一條是東海北部線。2007年5月17日，兩列測試列車在重新連接的路線運行：一列在西線由文山前往開城；另一列在東面由豬津開往金剛郡。
2007年12月，京義線開始了定期貨運服務，由韓國前往朝鮮的開城工業園區。然而根據2008年10月的報導，163班回程列車當中有150班並無載上任何貨物。此段時間的貨物只有340公噸。開城工業園區的公司偏好使用道路運輸。2008年11月，北韓宣佈關閉路線。
有規劃一條跨韓主線橫跨北韓連接俄羅斯鐵路。

### 日本
韓國與日本並無任何鐵路連接。不過韓國鐵道公社和西日本旅客鐵道設有聯合鐵路通行證「韓日共同乘車券」（한일공동승차권），包括打折扣的KTX和新幹線車票，以及一張釜山－下關/福岡的渡輪票。有計劃提出興建橫跨朝鮮海峽的日韓海底隧道，但雙方政府和鐵路公司都對此超長隧道並無任何興趣。